# Sacoglottis
Sacoglottis é um género botânico pertencente à família Humiriaceae.

## Espécies
Constituido por 34 espécies:
| - Sacoglottis amazonica - Sacoglottis ceratocarpa - Sacoglottis cuspidata - Sacoglottis cuspidatum - Sacoglottis cydonioides - Sacoglottis densiflora - Sacoglottis dentata - Sacoglottis dichotoma - Sacoglottis diguensis - Sacoglottis duckei - Saccoglottis duckei - Sacoglottis excelsa | - Sacoglottis gabonensis - Sacoglottis glaziovii - Saccoglottis glaziovii - Sacoglottis glazioviana - Sacoglottis guianensis - Sacoglottis heterocarpa - Sacoglottis holdridgei - Sacoglottis kaboeriensis - Sacoglottis macrophylla - Sacoglottis maguirei - Sacoglottis mattogrossensis - Sacoglottis melanocarpa | - Sacoglottis oblongifolia - Sacoglottis obovata - Sacoglottis ovicarpa - Sacoglottis procera - Sacoglottis reticulata - Sacoglottis retusa - Sacoglottis subcrenata - Sacoglottis uchi - Sacoglottis verrucosa - Sacoglottis villosa |